# Pikelinia roigi
Espèce
Pikelinia roigi est une espèce d'araignées aranéomorphes de la famille des Filistatidae.

## Distribution
Cette espèce est endémique de la province de San Juan en Argentine,.

## Description
Le mâle holotype mesure 3,28 mm et la femelle paratype 4,73 mm.

## Étymologie
Cette espèce est nommée en l'honneur d'Arturo Roig Alsina.

## Publication originale
- Ramírez & Grismado, 1997 : A review of the spider family Filistatidae in Argentina (Arachnida, Araneae), with a cladistic reanalysis of filistatid genera. Entomologica Scandinavica, vol. 28, no 3, p. 319-349 (texte intégral).